# Didier Anger
Didier H.M.F. Anger (ur. 26 stycznia 1939 w Lengronne) – francuski polityk, samorządowiec i nauczyciel, działacz ruchu antynuklearnego, od 1989 do 1991 poseł do Parlamentu Europejskiego III kadencji.

## Życiorys
Syn działacza związkowego. Kształcił się w zawodzie nauczyciela, od 1960 uczył historii i geografii w szkołach w Les Pieux oraz Flamanville. Należał do związku zawodowego Fédération de l'Éducation nationale. Na początku lat 70. zaangażował się w lokalny ruch antynuklearny, protestując przeciwko budowie elektrowni jądrowej w miejscowości Flamanville i rozbudowie zakładu przerobu paliwa jądrowego w La Hague. Od 1975 do 2008 kierował stowarzyszeniem CRILAN (Comité de Réflexion, d'Information et de Lutte Anti-nucléaire).
W latach 70. należał również do współzałożycieli Zielonych, sprawował funkcję rzecznika prasowego ugrupowania (1984–1986). W 1978 i 1981 kandydował z ich ramienia do Zgromadzenia Narodowego, zaś w 1984 był liderem listy w wyborach europejskich. W 1989 uzyskał mandat posła do Parlamentu Europejskiego. Dołączył do Grupy Zielonych, był m.in. wiceprzewodniczącym Komisji ds. Energii, Badań Naukowych i Technologii (1991). Z Europarlamentu odszedł 10 grudnia 1991 (podobnie jak większość reprezentantów Zielonych rezygnując w połowie kadencji); zastąpiła go Marie-Anne Isler-Béguin.
Od 1986 do 2004 przez niespełna trzy kadencje zasiadał w radzie regionu Dolna Normandia. Należał też do ciał nadzorujących gospodarkę wodną w regionie i na poziomie krajowym. Powrócił także do działalności antynuklearnej, zasiadając w komitetach sponsorskich i informacyjnych organizacji sprzeciwiających się energetyce jądrowej.
Opublikował trzy książki poświęcone ekologii: Chroniques d'une lutte (1977), Silence, on contamine (1987) i Nucléaire, la démocratie bafouée; La Hague au cœur du débat (2002). Hobbystycznie zajął się malarstwem, zorganizował wystawę swoich prac.